# Idut
Idut, staroegipčanska princesa, Staro kraljestvo, 2330 pr. n. št.
Bila je hči faraona Tetija in vnukinja faraona Unasa. Njeno grobnico so odkrili v bližini Tutove grobnice, na območju Sakkare leta 1920. Grobnica je bila prvotno grobnica Ihyaa, vizirja kralja Unasa. Ko je kralj Unas umrl, je oblast prevzel Teti, čemur se je vizir uprl, zato ga je Teti kaznoval z odvzemom grobnice in jo namenil svoji hčeri Idut.